# Ridge Racer V
Ridge Racer V (oryg. jap. リッジレーサーV) w wersji na automaty do gier gra była wydana pod tytułem Ridge Racer V: Arcade Battle – gra wideo wyprodukowana przez Namco Limited, wydana przez Namco Limited na konsolę PlayStation 2 w Japonii 4 marca 2000 roku, w Stanach Zjednoczonych 25 października 2000 roku, w Europie 24 listopada 2000 roku. W 2001 roku grę wydano w Japonii w wersji na automaty do gier.

## Rozgrywka
Ridge Racer V jest piątą częścią z serii Ridge Racer pierwszą na konsolę PlayStation 2. Ridge Racer V jest dynamiczną grą wyścigową o charakterze zręcznościowym, elementy realistycznej symulacji ograniczono do minimum. Samochody w grze zostały zaprojektowane na jej potrzeby. Akcja rozgrywana jest z perspektywy pierwszej lub trzeciej osoby (inne widoki dostępne są w trybie powtórki). W grze występuje tryb kariery zawodniczej, polega na braniu udziału w wyścigach oraz zdobywaniu bonusów np. dodatkowe samochody, sekretne lokacje oraz nowe silniki. W grze zawarto rockowe utwory zespołu Boom Boom Satellites i liczne utwory w stylu techno. W grze dostępny jest tryb dla dwóch graczy na podzielonym ekranie.